# Sabljaki Modruški
Sabljaki Modruški – wieś w Chorwacji, w żupanii karlowackiej, w gminie Josipdol. W 2011 roku liczyła 50 mieszkańców.